# Monte Cevedale
Le Monte Cevedale en italien ou Zufállspitze en allemand est un sommet des Alpes, à 3 769 m, dans le massif de l'Ortles, en Italie (limite entre le Trentin-Haut-Adige et la Lombardie).

## Point culminant
Inclus dans le parc national du Stelvio, il s'agit du plus haut sommet de la province autonome de Trente.